# Verska vojna
Verska vojna je vrsta vojne, ko se spopadejo pripadniki dveh ali več religij zaradi nasprotovanj v religijah.
Najbolj očiten primer verskih vojn so bile križarske vojne.